# Csaba Szekeres
Csaba Szekeres (Boedapest, 30 januari 1970) is een Hongaars voormalig wielrenner. In 1998 werd hij Hongaars kampioen op de weg bij de elite en in 2005 werd hij Hongaars kampioen tijdrijden, waar hij in totaal vijf keer op het podium stond (van 2002 tot 2006).

## Belangrijkste overwinningen
1998
- Hongaars kampioen op de weg, Elite

2000
- 5e etappe Ronde van Burkina Faso

2005
- Hongaars kampioen tijdrijden, Elite

2006
- 4e etappe Ronde van Hongarije
- 12e etappe deel B Ronde van Hongarije